# 廊烹路
廊烹路位於泰國的首都曼谷之叻甲挽縣的塔姚區(แขวงทับยาว Thapyao)，它從西往東走向的道路，全長約10公里。西端與「叻甲挽路 Ladkrabang Road」及「猜隆軍路 Chalongkrung Road」交接；東端與通住北柳府及挽巴功河(Bang Pa Kong River)的高速公路相交。沿路盡是重要的工廠及組織。

## 從東到西的地點
- 往「猜隆軍路 Chalongkrung Road」向北走：
  - 先皇技術學院 (King Mongkut's Institute of Technology Ladkrabang)
  - 叻甲挽工業邨 (Ladkrabang Industrial Estates)
- 往「叻甲挽路 Ladkrabang Road」向西走：
  - 蘇凡納布機場
- 往「越西華來乃街 Soi Watsrivarenoi」向南走：
  - 越西華來乃佛寺 (Wat Sri Varenoi)
  - 大城銀行 (Bank of Ayudhya)
  - 華僑崇聖大學 (Huachiew Chalermprakiet University)

- 盤谷銀行 (Bangkok Bank)
- 泰華農民銀行 (Kasikorn Bank)
- 皇家珠寶中心：世界最大的珠寶店
- 日本本田車廠：生產「Carryboy牌」的轎車。

## 外部連結
- 先皇技術學院的官方網站
- 大城銀行的官方網站 （页面存档备份，存于）
- 越西華來乃佛寺官立小學的官方網站
- 盤谷銀行的官方網站
- 泰華農民銀行的官方網站 （页面存档备份，存于）
- 皇家珠寶中心的官方網站 （页面存档备份，存于）

## 外接影像
- 2005年11月的百苦禪院之影像